# Baevsky (huyện)
Huyện Baevsky (tiếng Nga: ? райо́н) là một huyện hành chính tự quản (raion), của Vùng Altai, Nga. Huyện có diện tích 2707 kilômét vuông. Trung tâm của huyện đóng ở Baevo.